# Zygophyllum
Zygophyllum is een geslacht uit de familie Zygophyllaceae. De soorten komen voor in aride en semi-aride gebieden in Afrika, Macaronesië, het Middellandse Zeegebied, Centraal-Azië, India, Australië en het zuidwesten van de Verenigde Staten, Noord-Mexico, Peru en Chili.

## Soorten
- Zygophyllum acerosum (Boiss.) Christenh. & Byng
- Zygophyllum aegyptium Hosny
- Zygophyllum album L.f.
- Zygophyllum applanatum Van Zyl
- Zygophyllum arabicum (L.) Christenh. & Byng
- Zygophyllum atriplicoides Fisch. & C.A.Mey.
- Zygophyllum augea Christenh. & Byng
- Zygophyllum balchaschense Boriss.
- Zygophyllum betpakdalense Golosk. & Semiotr.
- Zygophyllum borissovae Beier & Thulin
- Zygophyllum brachypterum Kar. & Kir.
- Zygophyllum bruguieri (DC.) Christenh. & Byng
- Zygophyllum bucharicum B.Fedtsch.
- Zygophyllum californicum (Benth.) Christenh. & Byng
- Zygophyllum charoides (Chiov.) Christenh. & Byng
- Zygophyllum chilense (Hook. & Arn.) Christenh. & Byng
- Zygophyllum chrysopteron Retief
- Zygophyllum clavatum Schltr. & Diels
- Zygophyllum coccineum L.
- Zygophyllum cornutum Coss.
- Zygophyllum creticum (L.) Christenh. & Byng
- Zygophyllum crassifolium Schltr. ex Huysst.
- Zygophyllum cuspidatum Boriss.
- Zygophyllum cylindrifolium Schinz
- Zygophyllum darvasicum Boriss.
- Zygophyllum decumbens Delile
- Zygophyllum densispinum (Beier & Thulin) Christenh. & Byng
- Zygophyllum densum (I.M.Johnst.) Christenh. & Byng
- Zygophyllum dregeanum Sond.
- Zygophyllum dumosum Boiss.
- Zygophyllum eichwaldii C.A.Mey.
- Zygophyllum fabago L.
- Zygophyllum fabagoides Popov
- Zygophyllum fontanesii Webb & Berthel.
- Zygophyllum furcatum C.A.Mey.
- Zygophyllum gaetulum Emb. & Maire
- Zygophyllum geslinii Coss.
- Zygophyllum giessii Merxm. & A.Schreib.
- Zygophyllum glutinosum (Delile) Christenh. & Byng
- Zygophyllum gobicum Maxim.
- Zygophyllum gontscharovii Boriss.
- Zygophyllum gypsophilum (Beier & Thulin) Christenh. & Byng
- Zygophyllum hadramauticum (Beier & Thulin) Christenh. & Byng
- Zygophyllum hamiense Schweinf.
- Zygophyllum harpago  (Emb. & Maire) Christenh. & Byng
- Zygophyllum heterocladum Rech.f. & Patzak
- Zygophyllum iliense Popov
- Zygophyllum indicum (Burm.f.) Christenh. & Byng
- Zygophyllum jaxarticum Popov
- Zygophyllum kansuense Y.X.Liou
- Zygophyllum karatavicum Boriss.
- Zygophyllum kaschgaricum Boriss.
- Zygophyllum kegense Boriss.
- Zygophyllum kopalense Boriss.
- Zygophyllum laeve (Standl.) Christenh. & Byng
- Zygophyllum lahovarii (Volkens & Schweinf.) Christenh. & Byng
- Zygophyllum latistipulatum (Beier & Thulin) Christenh. & Byng
- Zygophyllum lehmannianum Bunge
- Zygophyllum loczyi Kanitz
- Zygophyllum longicapsulare Schinz
- Zygophyllum longistipulatum Schinz
- Zygophyllum luntii (Baker) Christenh. & Byng
- Zygophyllum macropodum Boriss.
- Zygophyllum madagascariense (Baill.) Stauffer
- Zygophyllum madecassum H.Perrier
- Zygophyllum mahranum (Beier) Christenh. & Byng
- Zygophyllum mandavillei Hadidi
- Zygophyllum mayanum (Schltdl.) Christenh. & Byng
- Zygophyllum melongena Bunge
- Zygophyllum microcarpum Licht. ex Cham.
- Zygophyllum migiurtinorum Chiov.
- Zygophyllum miniatum Cham.
- Zygophyllum minutistipulum (Engl.) Christenh. & Byng
- Zygophyllum molle (Delile) Christenh. & Byng
- Zygophyllum mongolicum (Maxim.) Christenh. & Byng
- Zygophyllum mucronatum Maxim.
- Zygophyllum neglectum Grubov
- Zygophyllum obliquum Popov
- Zygophyllum olivieri (DC.) Christenh. & Byng
- Zygophyllum orientale (C.Presl) Christenh. & Byng
- Zygophyllum ovigerum Fisch. & C.A.Mey. ex Bunge
- Zygophyllum oxianum Boriss.
- Zygophyllum oxycarpum Popov
- Zygophyllum pachyacanthum (Rydb.) Christenh. & Byng
- Zygophyllum palmeri (Vasey & Rose) Christenh. & Byng
- Zygophyllum pamiricum Grubov
- Zygophyllum paulayanum (J.Wagner & Vierh.) Christenh. & Byng
- Zygophyllum pinnatum Cham.
- Zygophyllum potaninii Maxim.
- Zygophyllum prismaticum Chiov.
- Zygophyllum prismatocarpum Sond.
- Zygophyllum procumbens Adamson
- Zygophyllum propinquum Decne.
- Zygophyllum pterocarpum Bunge
- Zygophyllum pterocaule Van Zyl
- Zygophyllum qatarense Hadidi
- Zygophyllum retrofractum Thunb.
- Zygophyllum rigidum Schinz
- Zygophyllum rosowii Bunge
- Zygophyllum scabrum (Forssk.) Christenh. & Byng
- Zygophyllum scoparium (Brandegee) Christenh. & Byng
- Zygophyllum simplex L.
- Zygophyllum sinkiangense Y.X.Liou
- Zygophyllum smithii Hadidi
- Zygophyllum somalense Hadidi
- Zygophyllum spinosissimum (Blatt. & Hallb.) Christenh. & Byng
- Zygophyllum stapffii Schinz
- Zygophyllum steropterum Schrenk
- Zygophyllum subinerme (Boiss.) Christenh. & Byng
- Zygophyllum subtrijugum C.A.Mey.
- Zygophyllum sulcatum Huysst.
- Zygophyllum taldykurganicum Boriss.
- Zygophyllum tenue R.Glover
- Zygophyllum trialatum Blatt. & Hallb.
- Zygophyllum turcomanicum Fisch. ex Boiss.
- Zygophyllum villosum (D.M.Porter) Christenh. & Byng
- Zygophyllum xanthoxylum (Bunge) Maxim.
- Zygophyllum zilloides (Humbert) Christenh. & Byng